# Ladislao Mazurkiewicz Iglesias
Ladislao Mazurkiewicz Iglesias (Piriápolis, 14 de febrer de 1945 - Montevideo, 2 de gener de 2013) fou un futbolista uruguaià d'ascendència polonesa de les dècades dels 60 i 70.
Disputà tres Mundials amb la selecció de l'Uruguai, els anys 1966, 1970 i 1974, destacant a Mèxic 70. Pel que fa a clubs, destacà a CA Peñarol i Atlético Mineiro. També fou entrenador de CA Peñarol el 1988 i 1989.